# Lucio Postumio Albino (console 173 a.C.)
Lucio Postumio Albino (in latino Lucius Postumius Albinus; Roma, ... – Roma, ...; fl. 180–168 a.C.) è stato un generale romano.

## Biografia
Albino fu nominato pretore per la prima volta nel 180 a.C. e riuscì ad ottenere come provincia la Spagna Ulteriore. Il suo comando fu prolungato anche nell'anno successivo, così da concludere le campagne contro i Vaccei e i Lusitani. Ritornò a Roma nel 178 a.C. e gli fu tributato il trionfo per le sue vittorie.
Fu eletto console nel 173 a.C. con Marco Popilio Lenate. Ad entrambi i consuli fu affidata la guerra contro i Liguri, ma Albino fu mandato in Campania con il compito prioritario di verificare i confini tra il demanio pubblico e certe proprietà private, perché negli anni precedenti alcuni latifondisti avevano espanso abusivamente le loro proprietà. Tale attività lo impegnò per tutta l'estate, per cui gli fu impossibile raggiungere la sua provincia. Fu, inoltre, il primo magistrato romano che impose agli alleati il pagamento delle spese di sostentamento quando presente nel loro territorio.
Nel 171 a.C. fu uno degli ambasciatori presso Massinissa e Cartagine con il compito di arruolare truppe per la terza guerra macedonica contro Perseo.
Nel 169 a.C. si candidò per la censura, ma senza successo. Nel 168 a.C. servì agli ordini di Lucio Emilio Paolo in Macedonia e comandò la seconda legione nella battaglia contro Perseo.